# 龔廷祥
龔廷祥（？—1645年），字伯興，号佩潛，直隶常州府无锡县（今江苏无锡市）人，明末政治人物。

## 生平
龔廷祥為馬世奇門生。崇禎十二年（1639年）举人，崇禎十六年（1643年）进士。
弘光年間官中書舍人。弘光元年（清順治二年，1645年），清兵破南京，龚廷祥聞知老師马世奇殉国，在家设立祭位，哭祭恩师。五月二十三日，穿戴大明冠服，告別文廟，徒步至武定桥，叹道：“大丈夫当洁白光明，置身天壤，勿泛泛若水中凫，与波上下。”遂投秦淮河死。與马世奇、华允诚并称“锡山三忠”。

## 家族
曾祖龚瑶。祖父龚梓。父龚修龄，庠生、行优